# Aiglsbach
Aiglsbach ist eine Gemeinde im niederbayerischen Landkreis Kelheim. Die Gemeinde ist Mitglied der Verwaltungsgemeinschaft Mainburg.

## Geografie

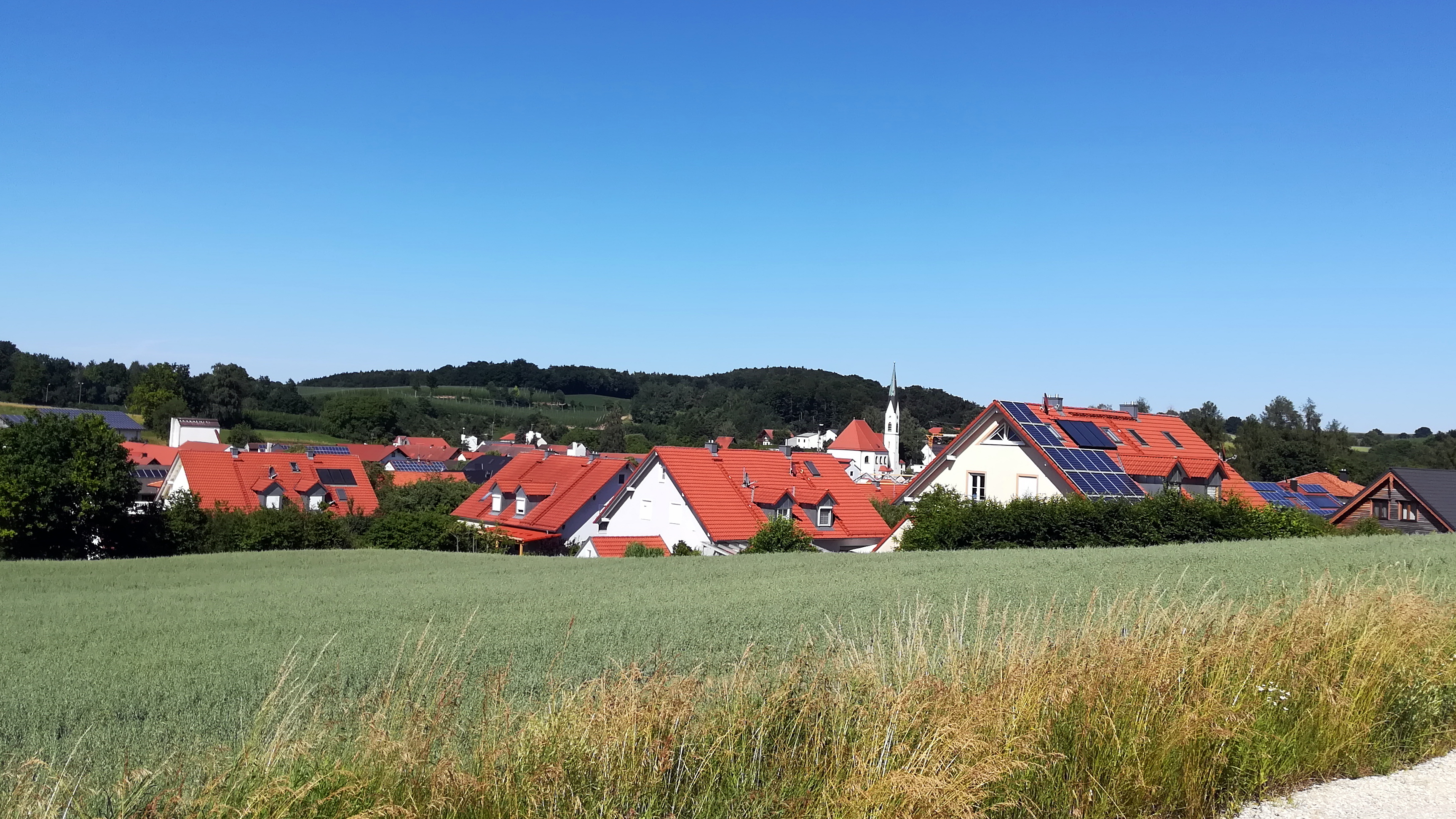
Ortsansicht von Aiglsbach

### Lage
Die Gemeinde liegt zwischen Regensburg und München sowie zwischen Ingolstadt und Landshut.

### Gemeindegliederung
Es gibt 12 Gemeindeteile auf fünf Gemarkungen.
| \| Gemarkungs- schlüssel \| Gemarkung \| Fläche km² \| Einwohner Zensus 2011 \| Gemeindeteile \| Siedlungs- typ \| \| --------------------- \| ------------------ \| ---------- \| --------------------- \| -------------- \| -------------- \| \| 6004 \| Aiglsbach \| 22,023[5] \| 1207[5] \| Aiglsbach \| Pfarrdorf \| \| 6004 \| Aiglsbach \| 22,023[5] \| 1207[5] \| Buch \| Weiler \| \| 6004 \| Aiglsbach \| 22,023[5] \| 1207[5] \| Lindach \| Weiler \| \| 6004 \| Aiglsbach \| 22,023[5] \| 1207[5] \| Moosham \| Weiler \| \| 6004 \| Aiglsbach \| 22,023[5] \| 1207[5] \| Straßberg \| Einöde \| \| 6014 \| Berghausen \| 6,849[6] \| 146[6] \| Berghausen \| Kirchdorf \| \| 6014 \| Berghausen \| 6,849[6] \| 146[6] \| Gerblhäuser \| Weiler \| \| 6014 \| Berghausen \| 6,849[6] \| 146[6] \| Haselbuch \| Einöde \| \| 6023 \| Gasseltshausen \| 3,856[7] \| 53[7] \| Gasseltshausen \| Weiler \| \| 6023 \| Gasseltshausen \| 3,856[7] \| 53[7] \| Radertshausen \| Weiler \| \| 6069 \| Oberpindhart \| 4,885[8] \| 187[8] \| Oberpindhart \| Kirchdorf \| \| 6077 \| Pöbenhausen \| 2,244[9] \| 65[9] \| Pöbenhausen \| Kirchdorf \| \| Summe \| Summe \| 39,857 (²) \| 1658 (³) \| \| \| \| Gemeinde Aiglsbach \| Gemeinde Aiglsbach \| 39,85 \| 1661 \| \| \| |                    |            |                       |                |                |
| Gemarkungs- schlüssel | Gemarkung          | Fläche km² | Einwohner Zensus 2011 | Gemeindeteile  | Siedlungs- typ |
| 6004 | Aiglsbach          | 22,023     | 1207                  | Aiglsbach      | Pfarrdorf      |
| 6004 | Aiglsbach          | 22,023     | 1207                  | Buch           | Weiler         |
| 6004 | Aiglsbach          | 22,023     | 1207                  | Lindach        | Weiler         |
| 6004 | Aiglsbach          | 22,023     | 1207                  | Moosham        | Weiler         |
| 6004 | Aiglsbach          | 22,023     | 1207                  | Straßberg      | Einöde         |
| 6014 | Berghausen         | 6,849      | 146                   | Berghausen     | Kirchdorf      |
| 6014 | Berghausen         | 6,849      | 146                   | Gerblhäuser    | Weiler         |
| 6014 | Berghausen         | 6,849      | 146                   | Haselbuch      | Einöde         |
| 6023 | Gasseltshausen     | 3,856      | 53                    | Gasseltshausen | Weiler         |
| 6023 | Gasseltshausen     | 3,856      | 53                    | Radertshausen  | Weiler         |
| 6069 | Oberpindhart       | 4,885      | 187                   | Oberpindhart   | Kirchdorf      |
| 6077 | Pöbenhausen        | 2,244      | 65                    | Pöbenhausen    | Kirchdorf      |
| Summe | Summe              | 39,857 (²) | 1658 (³)              |                |                |
| Gemeinde Aiglsbach | Gemeinde Aiglsbach | 39,85      | 1661                  |                |                |

## Geschichte

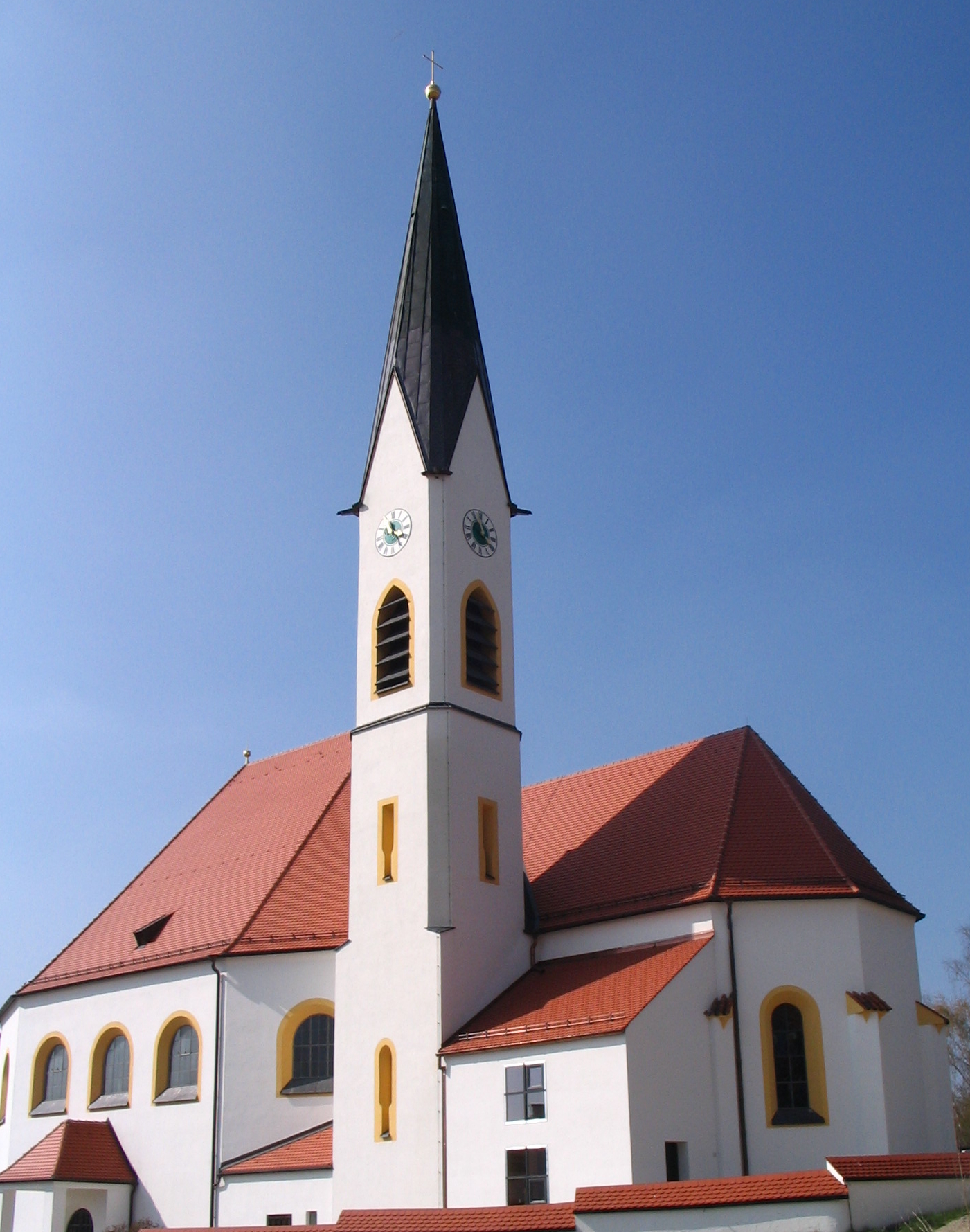
Kirche St. Leonhard

### Bis zur Gemeindegründung
Der Ort wurde erstmals 864 urkundlich erwähnt. Weitere Nennungen folgten als Agelspach (ca. 1145), Ailgilspach (ca. 1190) und  Egilspach (ca. 1160). Aiglsbach gehörte zum Rentamt München und zum Landgericht Mainburg des Kurfürstentums Bayern. Im Zuge der Verwaltungsreformen im Königreich Bayern entstand mit dem Gemeindeedikt von 1818 die heutige Gemeinde.

### Namensänderung
Die offizielle Schreibweise des Gemeindenamens wurde 1911 von „Aigelsbach“ auf „Aiglsbach“ abgeändert.

### Namensherkunft
Der Name leitet sich vermutlich von einem Eigennamen Agil, Egil, Aigil oder Eigil ab, ergänzt um das althochdeutsche Wort für „Bach“, pah (auch bah, pach). Aigil oder auch Egil war ein im Mittelalter häufiger Name – Eichelsbach im Spessart soll nach einem Abt Aigil eines Klosters in/bei Fulda benannt worden sein.

### Eingemeindungen
Im Zuge der Gebietsreform in Bayern wurde am 1. Januar 1972 die Gemeinde Oberpindhart eingegliedert (einschl. Gasseltshausen, Radertshausen und Pöbenhausen). Am 1. Januar 1974 kam Berghausen hinzu.

### Einwohnerentwicklung
Im Zeitraum 1988 bis 2018 stieg die Einwohnerzahl von 1354 auf 1768 um 414 Einwohner bzw. um 30,6 %.

#### Gebiet der ehemaligen Gemeinde
| Jahr | Einwohner |
| ---- | --------- |
| 1961 | 1089      |
| 1970 | 1032      |
| 2011 | 1080      |

#### Gebiet der heutigen Gemeinde
| Jahr | Einwohner |
| ---- | --------- |
| 1961 | 1272      |
| 1970 | 1216      |
| 1987 | 1331      |
| 1991 | 1408      |
| 1995 | 1475      |
| 2000 | 1546      |
| 2005 | 1661      |
| 2010 | 1670      |
| 2011 | 1661      |
| 2015 | 1759      |

## Politik

### Gemeinderat
Der Gemeinderat hat 12 Mitglieder. Die Kommunalwahl am 15. März 2020 erbrachte folgendes Ergebnis:
| Parteien und Wählergemeinschaften     | % 2020 | Sitze 2020 |
| ------------------------------------- | ------ | ---------- |
| Unabhängige Bürgerliste Aiglsbach     | 50,4   | 6          |
| Christlich Soziale Wählergemeinschaft | 49,6   | 6          |
| Gesamt                                | 100,0  | 12         |
| Wahlbeteiligung in %                  | 77,8   | 77,8       |

### Bürgermeister
Erster Bürgermeister ist Leonhard Berger (Christlich Soziale Wählergem.). Dieser wurde Nachfolger von Josef Hillerbrand (Christlich Soziale Wählergemeinschaft).

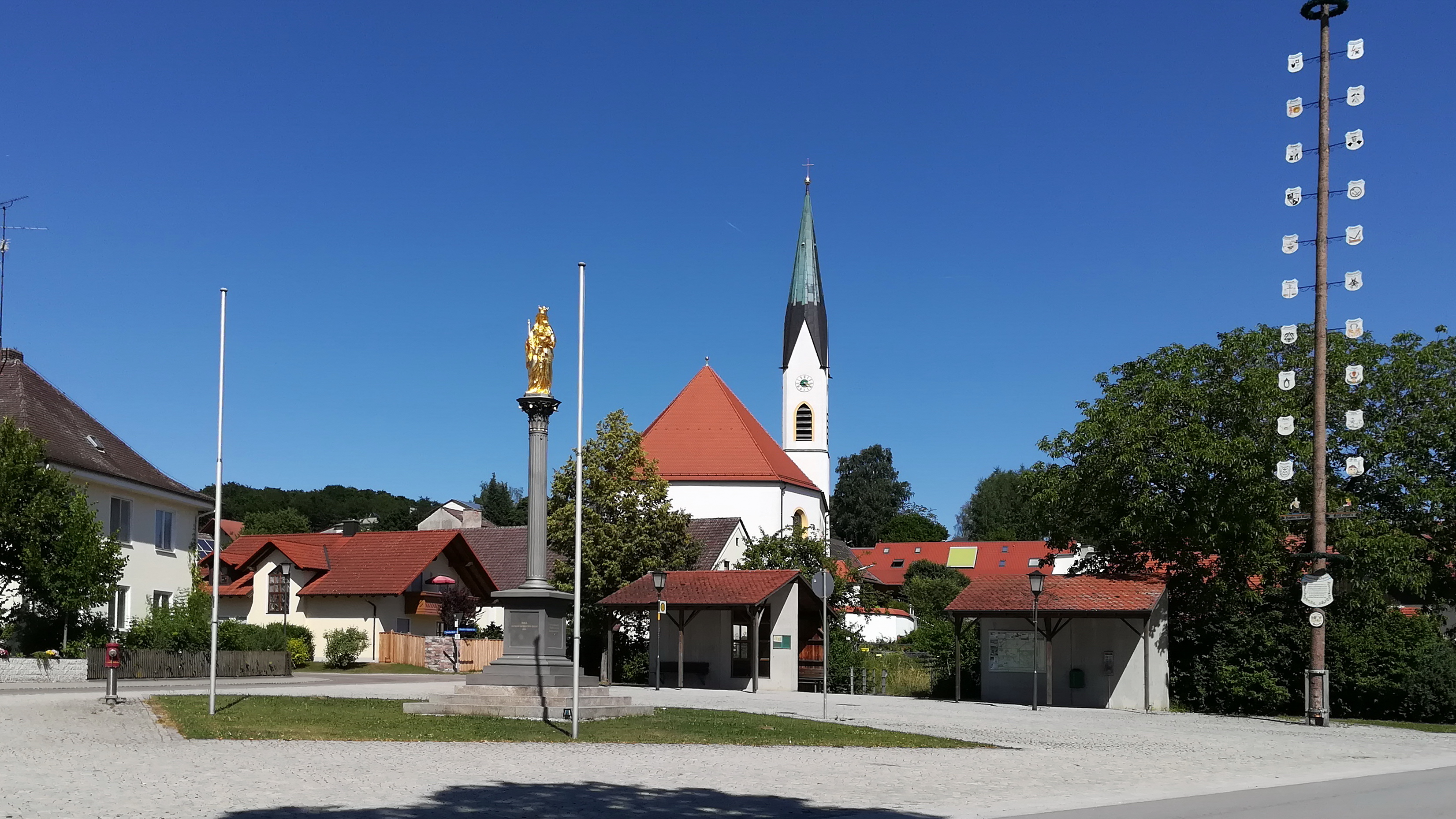
Marienplatz mit Mariensäule und Pfarrkirche St. Leonhard

### Wappen
|  | Blasonierung: „In silber zwei rote Hirschstangen, dazwischen eine grüne Hopfendolde.“ |
|  |                                                                                       |

## Sehenswürdigkeiten
- Katholische Pfarrkirche St. Leonhard in Aiglsbach
- Romanische Kirche Unsere Liebe Frau in Gasseltshausen
- Schloss Aiglsbach

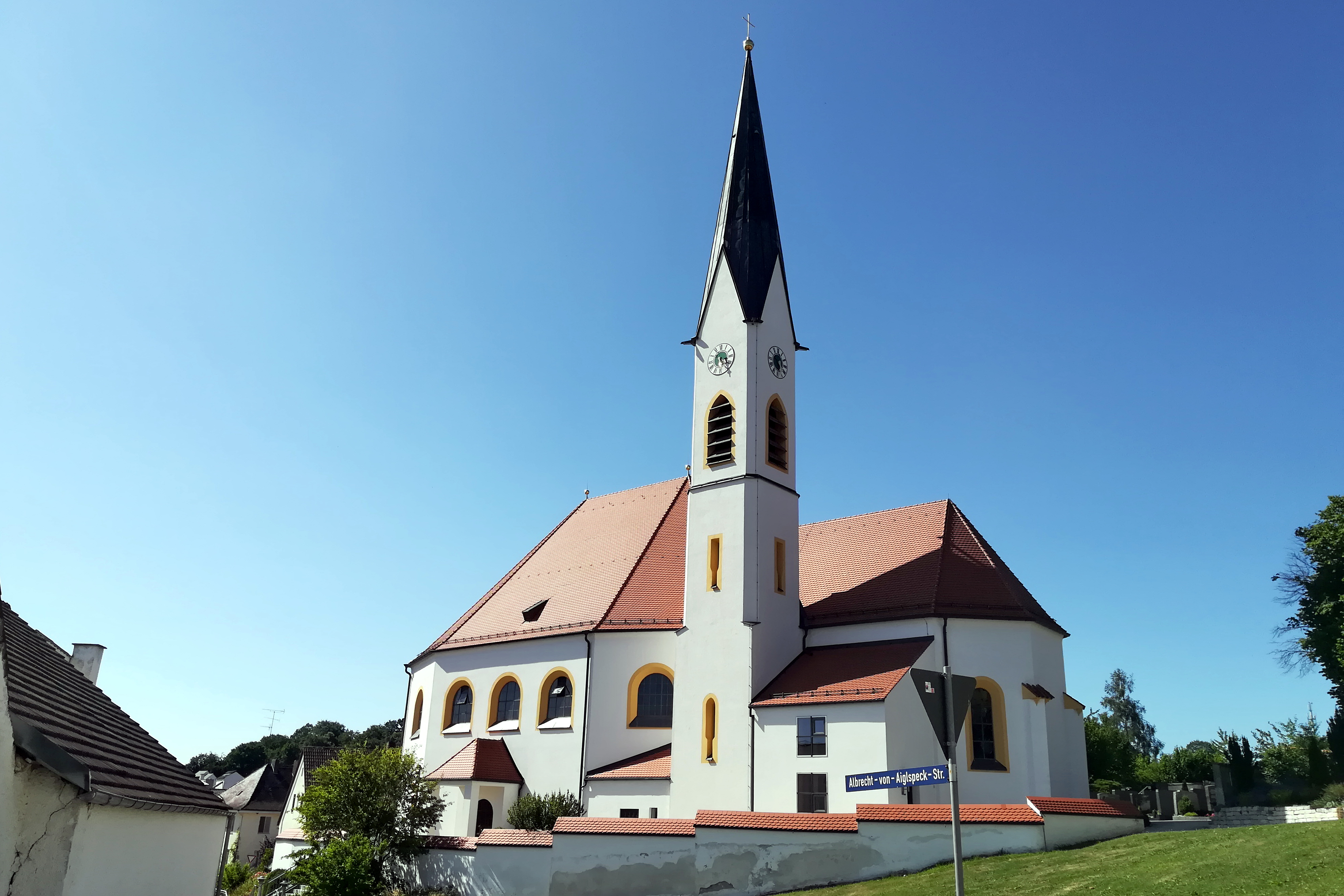
Katholische Pfarrkirche St. Leonhard
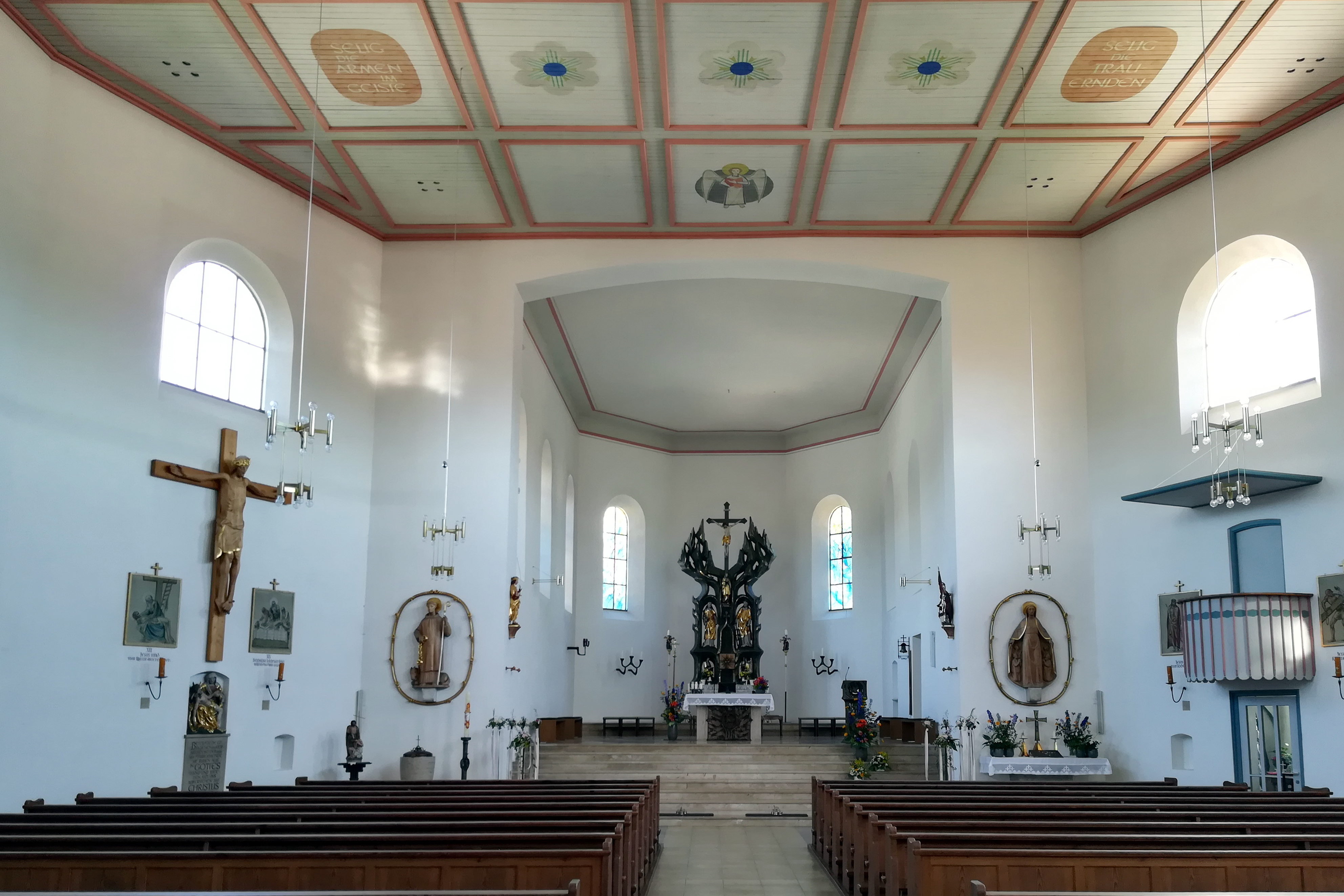
Pfarrkirche St. Leonhard: Innenraum

## Wirtschaft einschließlich Land- und Forstwirtschaft
Am 30. Juni 2021 gab es in der Gemeinde 162 sozialversicherungspflichtige Arbeitsplätze. Von der Wohnbevölkerung stand 835 Personen in einer versicherungspflichtigen Beschäftigung, so dass die Anzahl der Auspendler um 673 höher war als die der Einpendler. 11 Einwohner waren arbeitslos.
Die 50 landwirtschaftlichen Betriebe bewirtschafteten 2020 insgesamt 1324 Hektar.

## Bildung
Am 1. März 2022 gab es zwei Kindertageseinrichtungen mit 137 Plätzen; betreut wurden 115 Kinder, davon 13 unter drei Jahren.
In der Grundschule betreuten vier Lehrer im Schuljahr 2021/22 insgesamt 77 Schüler.

## Öffentliche Einrichtungen und Vereine

Sportplatz des TV Aiglsbach beim Spiel der ersten Hauptrunde des Bayerischen Pokals 2019/20 gegen den VfB Eichstätt (2:1) – im Hintergrund das Vereinsheim

- TV v. 1932 Aiglsbach e. V., Turnverein mit diversen Abteilungen
- Katholische Landjugend Aiglsbach
- Kindergarde Aiglsbach e. V.
- JuKi-Treff im Pfarrgemeinderat
- Freiwillige Feuerwehren Aiglsbach, Oberpindhart, Berghausen
- Katholischer Frauenbund Aiglsbach
- Kriegervereine Aiglsbach, Oberpindhart, Berghausen

## Söhne und Töchter
- Katrin Stotz (* 1966), deutsche Skirennläuferin